# الکس مهر
الکس مهر (نام هنگام تولد: علی فرهنگ مهر) کارافرین ایرانی-آمریکایی است که به همراه شایان قاضی زاده سایت زوسک را تأسیس کردند. این اپ در سال ۲۰۱۹ به مبلغ ۲۵۸ میلیون دلار فروخته شد.
مهر در رشت، گیلان، ایران متولد شده‌است. او عضو تیم ملی المپیاد فیزیک ایران بود و موفق به کسب مدال نقره در المپیاد جهانی فیزیک شد. سپس برای تحصیل در رشته مهندسی مکانیک وارد دانشگاه صنعتی شریف شد. پس از فارغ‌التحصیلی برای ادامه تحصیل به آمریکا رفت و در سال ۲۰۰۳ در دانشگاه مریلند پی‌اچ‌دی خود را دریافت کرد. پس از مدتی کار در ناسا به همراه دوست دوران تحصیل کارشناسیش روی به کارافرینی در عرصه اینترنت آورد و سایت دوست‌یابی زوسک را تأسیس کرد.